# Gliese 876 b
Gliese 876 b – planeta pozasłoneczna okrążająca gwiazdę Gliese 876. Planeta została odkryta w 1998 roku i była pierwszą znaną planetą orbitującą wokół czerwonego karła. Gliese 876 b jest częścią systemu planetarnego Gliese 876, w skład którego wchodzą również odkryte później planety Gliese 876 c, Gliese 876 d i Gliese 876 e.

## Odkrycie planety
Planeta Gliese 876 b została odkryta w 1998 roku przez dwa niezależne zespoły astronomów: jeden prowadzony przez Geoffreya Marcy'ego i drugi prowadzony przez Xaviera Delfosse. Podobnie jak większość znanych planet pozasłonecznych, jej istnienie zostało potwierdzone metodą pośrednią, dzięki precyzyjnej analizie zmian prędkości radialnej gwiazdy spowodowanych oddziaływaniem grawitacyjnym planety i obserwowalnych jako przesunięcia Dopplera w widmie linii spektralnych Gliese 876.

## Charakterystyka planety

### Orbita
Okres orbitalny Gliese 876 b wynosi 61,12 dnia. Gliese 876 b jest trzecią pod względem odległości od macierzystej gwiazdy planetą układu i jest w rezonansie orbitalnym 2:1 z odkrytą w 2001 roku planetą Gliese 876 c, która okrąża Gliese 876 po bardziej wewnętrznej orbicie. Odkrycie planety w rezonansie z Gliese 876 b oznacza, że pierwotne szacunki mimośrodu orbity planety były zawyżone. Ponadto rezonans prowadzi do silnych oddziaływań grawitacyjnych pomiędzy planetami, skutkiem czego elementy orbitalne planety ulegają stosunkowo szybkim zmianom wraz z precesją planety. Orbita planety ma małą ekscentryczność, a zatem podobnie jak u planet w Układzie Słonecznym, jest niemal kołowa. Półoś wielka orbity wynosi zaledwie 0,208 jednostek astronomicznych, co oznacza, że planeta okrąża swoją gwiazdę w odległości mniejszej niż Merkury okrąża Słońce. Jednak Gliese 876 jest gwiazdą o tak niewielkiej jasności, że Gliese 876 b znajduje się na zewnętrznej części ekosfery.

### Masa
Obecne szacunki masy planety są niedokładne. Jednym z ograniczeń metody użytej do odkrycia planety Gliese 876 b jest to, że pozwala ona wyznaczyć jedynie kres dolny masy planety, który wynosi około 1,93 masy Jowisza. Rzeczywista masa planety zależy od nachylenia orbity planety, które w ogólnym przypadku jest nieznane. Jednak dla systemów charakteryzujących się rezonansem orbitalnym, takich jak Gliese 876, oddziaływanie grawitacyjne między planetami może zostać wykorzystane do ustalenia ich rzeczywistych mas. Badania zmian prędkości radialnej sugerują inklinację około 50° do płaszczyzny nieba, co oznaczałoby, że rzeczywista masa planety jest około 30% większa niż jej dolna granica i wynosi około 2,5 mas Jowisza. Z drugiej strony badania astrometryczne przeprowadzone z użyciem Kosmicznego Teleskopu Hubble'a sugerują nachylenie orbity wynoszące 84°. W takim przypadku masa Gliese 876 b jest tylko nieznacznie większa od dolnej granicy wyznaczonej metodą pośrednią.
Według najnowszych kalkulacji przeprowadzonych przy założeniu, że w tym układzie planetarnym znajdują się 4 planety, a inklinacja orbity to 59°, masa Gliese 876 b wynosi około 2,28 MJ.

### Inne cechy
Z uwagi na masę planety jest prawdopodobne, że Gliese 876 b jest gazowym gigantem nie posiadającym powierzchni stałej. Ze względu na to, że planeta została odkryta metodą pośrednią, wiele z jej cech takich jak promień, skład chemiczny, czy temperatura jest nieznanych. Zakładając skład chemiczny podobny do składu Jowisza, nie wyklucza się, że w chłodniejszych regionach planety mogą powstawać chmury z pary wodnej.
Gliese 876 b leży w obrębie ekosfery wokół Gliese 876, zdefiniowanej jako region, w którym planeta o masie Ziemi zatrzymałaby ciekłą wodę na swojej powierzchni. Podczas gdy możliwości istnienia życia na gazowych gigantach są nieznane, duże księżyce teoretycznie mogłyby mieć środowisko, w którym mogłoby występować życie. Modele interakcji pomiędzy hipotetycznym księżycem, planetą oraz gwiazdą Gliese 876 sugerują, że istnieją stabilne orbity wokół Gliese 876 b. Z drugiej strony, sama możliwość powstania takich księżyców została podana w wątpliwość.